# Tarnowo (Piła)
Pour les articles homonymes, voir Tarnowo.
Tarnowo (prononciation : [tarˈnɔvɔ]) est un village polonais de la gmina de Szydłowo dans le powiat de Piła de la voïvodie de Grande-Pologne dans le centre-ouest de la Pologne.
Il se situe à environ 13 kilomètres au nord de Szydłowo (siège de la gmina), 14 kilomètres au nord de Piła (siège du powiat), et à 98 kilomètres au nord de Poznań (capitale de la Grande-Pologne).

## Histoire
De 1815 à 1945, Seegenfelde fait partie de l'arrondissement de Deutsch Krone dans le district de Marienwerder au sein de la province de Prusse-Occidentale
De 1975 à 1998, le village faisait partie du territoire de la voïvodie de Piła.

Depuis 1999, Tarnowo est situé dans la voïvodie de Grande-Pologne.
Le village possède une population de 170 habitants.